# Bandaga-Peulh
Ne doit pas être confondu avec Bandaga-Naba-Peulh ou Bandaga-Mossi.
Bandaga-Peulh est une localité située dans le département de Kaya de la province du Sanmatenga dans la région Centre-Nord au Burkina Faso.

## Géographie
Bandaga-Peulh est situé à 3 km à l'est de Delga et à 12,5 km au nord-ouest du centre de Kaya, la principale ville de la région. Le village est à moins d'un kilomètre au nord de la route nationale 15 reliant à Kaya à Kongoussi.

## Économie
L'activité économique du village repose principalement sur l'agro-pastoralisme.

## Éducation et santé
Le centre de soins le plus proche de Bandaga-Peulh est le centre de santé et de promotion sociale (CSPS) de Delga tandis que le centre hospitalier régional (CHR) se trouve à Kaya.
Bandaga-Peulh possède une école primaire publique.